# Вроцлавский природоведческий университет
Вроцлавский природоведческий университет (пол. Uniwersytet Przyrodniczy we Wrocławiu) — польский государственный университет, основанный в 1951 году городе Вроцлав. Один из лучших специализированных университетов Польши. В рейтинге польских государственных университетов в 2020 году он занял второе место в группе естественных и сельскохозяйственных университетов. В том же рейтинге он занимает 25-е место среди 100 лучших университетов страны и 11-е место по количеству полученных патентов.

## История

### Львов (1856—1945)
В 1856 году в Дубланах под Львовом была основана Сельскохозяйственная школа, преобразованная в 1858 году в Высшую сельскохозяйственную школу, а в 1901 году — в Сельскохозяйственную академию, которая в 1919 году объединилась с Высшей лесной школой в факультет Сельского и лесного хозяйства Львовского технологического университета.

### Вроцлав
После Второй мировой войны Вроцлав вошёл в состав Польши. На базе нескольких учебных заведений 24 августа 1945 года был учреждён Вроцлавский технологический университет с 10 факультетами, в том числе ветеринарной медицины и сельскохозяйственный с отделением садоводства. В 1945 году на этих двух факультетах начали обучение 302 человека. Материальной базой факультетов стало здание бывшего Сельскохозяйственного института, а научно-педагогический состав приехал в основном из Львова — профессора факультета сельского и лесного хозяйства Львовского технологического университета и Львовской академии ветеринарной медицины.
В 1951 году из профильных факультетов технологического университета был сформирован отдельный Сельскохозяйственный университет с четырьмя факультетами: сельскохозяйственный, ветеринарный, мелиорации и животноводства. В 1972 году университет был преобразован в Сельскохозяйственную академию, а с 23 ноября 2006 года — во Вроцлавский природоведческий университет, междисциплинарный учебный и научный центр с преобладанием естественных наук.

## Курсы обучения
В настоящее время на пяти факультетах есть возможность обучения по двадцати трем направлениям первого (бакалавр или инженер) и второго (магистр) уровней.
| Факультет и специальности | Фото зданий факультетов |
| --- | ----------------------- |
| Факультет биологии и зоотехники - безопасность пищевых продуктов - биоинформатика - биология - биология человека - зоотехния |                         |
| Факультет биотехнологии и пищевых наук - биотехнология - пищевые технологии - управление качеством и анализ пищевых продуктов - питание человека - диетология - технология и организация гастрономии |                         |
| Факультет инженерной экологии и геодезии - ландшафтная архитектура - архитектурная инженерия - геодезия и картография - пространственное управление - техника безопасности - гидротехника - инженерная защита окружающей среды                                                                                        |                         |
| Факультет ветеринарной медицины - ветеринария - ветеринария на английском языке |                         |
| Факультет естественных наук и технологий - агробизнес - прикладная биотехнология растений - экономика - фитотерапия - охрана окружающей среды - возобновляемая энергия и управление отходами - растениеводство - сельское хозяйство - сельскохозяйственная и лесная техника - менеджмент и производственная инженерия |                         |

## Полномочия
Вроцлавский природоведческий университет уполномочен проводить исследования первого и второго уровней в 28 областях обучения, проводить исследования третьего уровня (докторантура) и повышение квалификации. Эти полномочия действуют в семи дисциплинах из трех областей:
- Область сельскохозяйственных наук:
  - сельское хозяйство и садоводство
  - пищевые продукты и технологии питания
  - ветеринария
  - зоотехника и рыбное хозяйство
- Область точных и естественных наук:
  - Биологические науки
- Область инженерно-технических наук:
  - гражданское строительство и транспорт
  - экологическая инженерия, горное дело и энергетика